# Pleopeltis ballivianii
Pleopeltis ballivianii är en stensöteväxtart som först beskrevs av Eduard Rosenstock, och fick sitt nu gällande namn av Alan Reid Smith. Pleopeltis ballivianii ingår i släktet Pleopeltis och familjen Polypodiaceae. Inga underarter finns listade.